# Heinz von Cramer
Heinz von Cramer (Stettino, 12 luglio 1924 – Viterbo, 24 marzo 2009) è stato uno scrittore, regista e sceneggiatore tedesco.
Nel 1975 ha ricevuto il premio della Hörspiel Kriegsblinden per la sua sceneggiatura di Goldberg-Variationen di Dieter Kühn, nel 1985 per Nachtschatten di Friederike Roth.

## Biografia
Heinz von Cramer è nato a Stettino (Stettin, Szczecin), nell'attuale Polonia (allora territorio tedesco), da genitori nati e cresciuti nella città-guarnigione di Potsdam in Germania. Nonostante il desiderio dei genitori agricoltori che diventasse ufficiale dell'esercito, ha studiato musica a Berlino dal 1938 al 1943, soprattutto con Boris Blacher. Nel 1944 è rimasto nascosto a Berlino. Dopo la Seconda guerra mondiale von Cramer ha lavorato come autore, regista e poi come regista di radiocommedie del RIAS. Nel frattempo ha anche scritto testi di opere e balletti per Boris Blacher, Hans Werner Henze e Gottard von Einem. Dal 1953 Heinz von Cramer ha vissuto come scrittore freelance sull'isola di Procida. Von Cramer è uno dei maggiori scrittori di radiocommedie sperimentali, in cui ha integrato i testi originali, accompagnando le composizioni con l'uso di diversi suoni.

## Opere

### Romanzi
- San Siverio, 1956
- Die Kunstfigur, 1958
- Die Konzessionen des Himmels, 1961
- Der Paralleldenker, 1968

### Racconti
- Leben wie im Paradies, 1964

### Film per la TV
- Das war Urmuz. Dokumentation eines Falles von Poesie. Prod.: SFB, 1967 (Regia)
- Dieser Mann und Deutschland. Prod.: WDR, 1967 (Regia: Hans Jürgen Pohland)

### Radiodrammi
- Die Droge di Gaston Bart-Williams. Prod.: WDR, 1972. (Regia)
- Nachtmahr-Abtei di Thomas Love Peacock. Prod.: NDR, 1991. (Regia)
- Goldbergvariationen di Dieter Kühn. Prod.: BR/HR 1974. (Regia), premiato a Kriegsblinden nel 1975.
- Nachtschatten di Friederike Roth. Prod.: SDR/NDR/RIAS, 1984. (Regia), premiato a Kriegsblinden nel 1985.
- Koljas Briefe di Adolf Schröder. Prod.: NDR, 2001. (Regia)
- Die Verwandlung di Franz Kafka. Prod.: NDR, 2002. ISBN 3-455-32002-3 (Montaggio e regia)

### Opera
- 1946/1947: Die Flut (Musica: Boris Blacher)
- 1952: Preußisches Märchen (Musica: Boris Blacher)
- 1953: Der Prozess (insieme a Boris Blacher, tratto dal romanzo di *Franz Kafka, Musica: Gottfried von Einem)
- 1959: König Hirsch (Musica: Hans Werner Henze)